# Aston (namn)

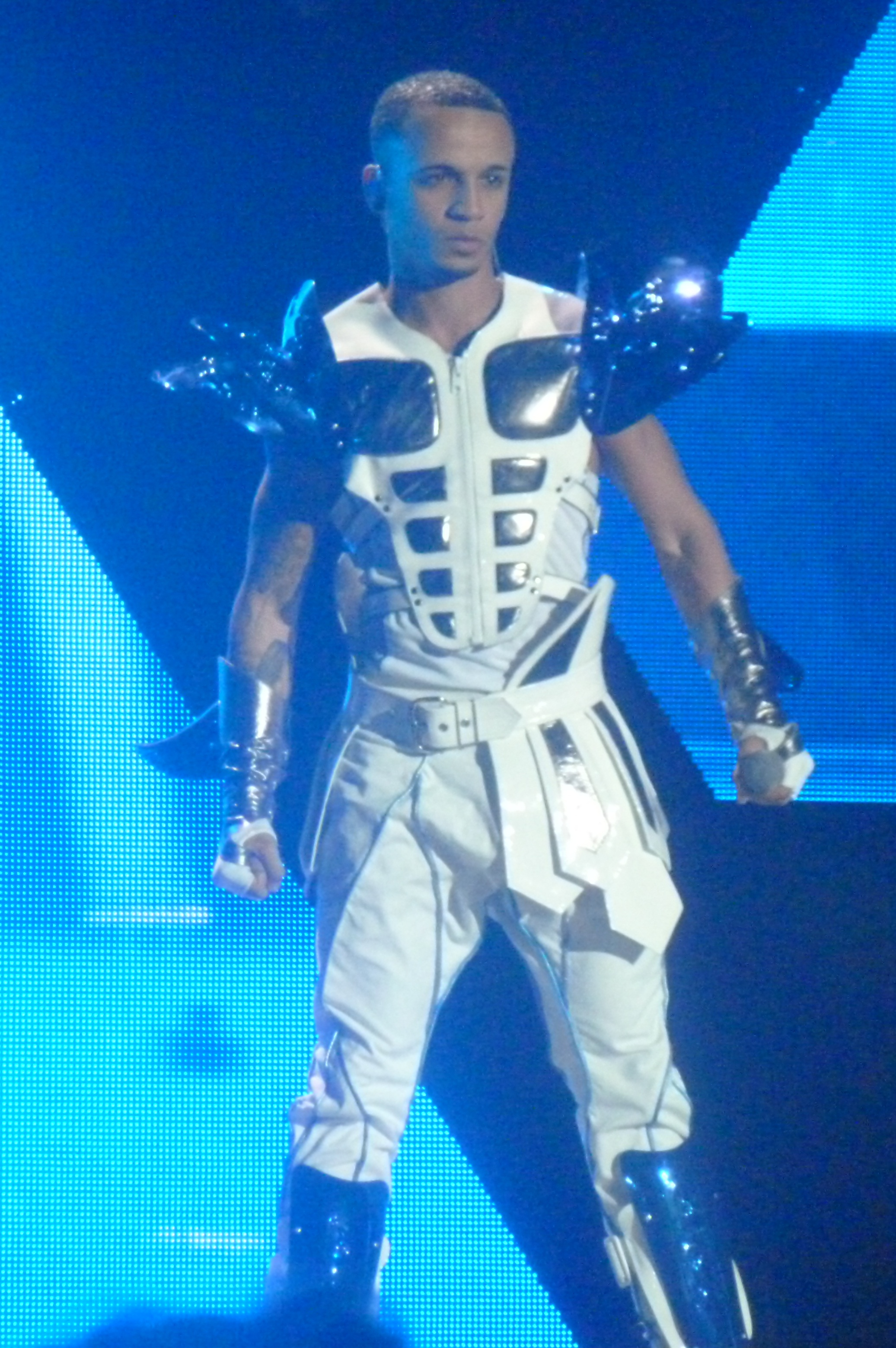
Aston Merrygold, 2012.

Aston är ett mansnamn som har engelsk härkomst. Aston är en engelsk form av ortnamnet east town, betyder på gammal engelska "Östra Stan; askträds-bebyggelse". Aston var ett vanligt efternamn i England på 1800-talet. Namnet har ingen vanlig svensk namnsdag men har bolibompanamnsdag den 25 oktober.
Aston har använts i Sverige sedan 1990-talet.
31 december 2022 fanns det totalt 1450 män och 4 kvinnor som bar förnamnet Aston i Sverige, varav 45 med det som efternamn.
I den finlandssvenska namnsdagslängden har Aston namnsdag 14 juni sedan 2025.

## Personer med förnamnet Aston
- Aston "Family Man" Barrett, en jamaicansk basist
- Aston Cockayne (1605-1684), en brittisk författare
- Aston Cooke, en jamaicansk manusförfattare
- Aston Croall, en brittisk rugbyspelare
- Aston Forsberg, en svensk skulptör
- Aston Kajara, minister i Uganda
- Aston Merrygold, en brittisk sångare
- Aston Moore, en jamaicansk friidrottare
- Aston Taminsyah , en schackspelare från Indonesien
- Aston George Taylor Jr., en amerikansk hiphop-DJ känd som Funkmaster Flex
- Sir Aston Webb (1849-1930), en engelsk arkitekt

## Personer med efternamnet Aston
- Sir Arthur Aston (1590–1649), var en officer under Engelska inbördeskriget
- Louis Aston Knight (1873 - 1948), en franskfödd amerikansk landskapskonstnär

### Forskare
- William George Aston (1841–1911), var en brittisk konsulär i Japan och Korea
- Francis William Aston (1877-1945), en brittisk kemist och fysiker
- Mick Aston, en brittisk arkeolog
- Bernard Cracroft Aston (1871–1951), en brittisk kemist och botanist

### Politiker
- John Elving Aston Andersson, en svensk politiker
- Walter Aston (1606-1656), medlem av Virginia House of Burgesses
- Arthur Vincent Aston (1896–1981), brittisk diplomat i Malaysia
- Sir Arthur Aston, guvernör på Newfoundland

### Musiker
- Sue Aston, en brittisk kompositör och violinist
- Hugh Aston (1485-1558), en brittisk kompositör
- Jay Aston, en brittisk sångerska
- Peter Aston, en brittisk kompositör och dirigent
- Michael Aston, en rockmusiker
- Adam Aston, polsk sångare och skådespelare

### Skådespelare
- Anne Aston, brittisk skådespelerska
- David Aston, en skådespelerska från Nya Zeeland
- Halli Aston, en vuxenfilm skådespelerska från USA
- Sam Aston, en brittisk barnskådespelare

### Författare
- Manuel Aston, en australiensisk manusförfattare
- Elizabeth Aston, en brittisk författare
- Louise Aston (1814-1871), en tysk författare och feminist
- Tilly Aston (1873-1947), var en blind australiensisk författare och lärare

### Inom sport
- Karen Sue Aston, en amerikansk basketspelare
- Bill Aston (1900–1974), en brittisk racerförare
- Ferdie Aston, rugbyspelare från Sydafrika
- Mark Aston, en brittisk rugbyspelare
- Randolph Aston (1869-1930), var en brittisk rugbyspelare
- Jack Aston (1877-1934), var en engelsk fotbollsspelare
- James Aston, var en engelsk fotbollsspelare
- Ken Aston (1915-2001), var en känd engelsk fotbollsdomare
- Alfred Aston (1912–2003), en fransk fotbollsspelare och manager
- Harry Aston (1855-1914), var en engelsk fotbollsspelare
- John Aston, Jr., en engelsk fotbollsspelare
- John Aston, Sr. (1921–2003), en engelsk fotbollsspelare
- John Aston, irländsk cricketspelare
- Henry Hervey Aston (1759–1798), engelsk cricketspelare